# Hornoma
Hornoma (auch: Ornoma) ist eine Ortschaft im Departamento Cochabamba im südamerikanischen Andenstaat Bolivien.

## Lage im Nahraum
Hornoma ist der größte Ort des Kanton Villcabamba im Municipio Capinota in der Provinz Capinota. Die Ortschaft liegt auf einer Höhe von 3162 m am Ufer des Río Waichuma, der über den Río Puca Mayu zum Río Caine fließt, der weiter flussabwärts den Namen Río Grande trägt.

## Geographie
Hornoma liegt in der bolivianischen Cordillera Central im Übergangsbereich zum bolivianischen Tiefland. Die Region weist ein typisches Tageszeitenklima auf, bei dem die mittleren Temperaturschwankungen im Tagesverlauf deutlicher ausfallen als im Jahresverlauf.
Die mittlere Durchschnittstemperatur der Region liegt bei etwa 20 °C (siehe Klimadiagramm Capinota) und schwankt nur unwesentlich zwischen 16 °C im Juni und Juli und gut 22 °C im November und Dezember. Der Jahresniederschlag beträgt etwa 550 mm und weist eine ausgeprägte Trockenzeit von April bis November mit Monatsniederschlägen von unter 10 mm auf, nur in der Feuchtezeit von Dezember bis März fallen bis zu 140 mm Monatsniederschlag.

## Verkehrsnetz
Hornoma liegt in südlicher Richtung 110 Straßenkilometer entfernt von Cochabamba, der Hauptstadt des Departamentos.
Von Cochabamba aus führt die asphaltierte Nationalstraße Ruta 4 in westliche Richtung in Richtung chilenische Grenze. In einer Entfernung von 37 Kilometern von Cochabamba zweigt bei Parotani eine unbefestigte Landstraße in südöstlicher Richtung ab und erreicht nach 30 Kilometern die Stadt Capinota. Drei Kilometer südlich von Capinota zweigt eine weitere Landstraße nach Süden ab, überquert den Río Arque und führt weiter zu der Ortschaft Apillapampa; von dort erreicht man in östlicher Richtung auf einer recht kurvenreichen Landstraße nach fünfzehn Kilometern Hornoma und nach weiteren fünf Kilometern Villcabamba.

## Bevölkerung
Die Einwohnerzahl von Hornoma ist in dem Jahrzehnt zwischen den beiden letzten Volkszählungen nur geringfügig angestiegen:
| Jahr | Einwohner         | Quelle       |
| ---- | ----------------- | ------------ |
| 1992 | keine Detaildaten | Volkszählung |
| 2001 | 428               | Volkszählung |
| 2012 | 443               | Volkszählung |
| 2024 |                   | Volkszählung |

Die Einwohner des Municipio Capinota gehören in erster Linie der ethnischen Gruppe der Quechua an.